# Европско првенство у атлетици у дворани 1975 — штафета 4 х 2 круга за жене
Такмичење штафета 4 х 2 круга у женској конкуренцији на 5. Европском првенству у атлетици у дворани 1975. одржано је 9. марта 1975.  године у Спортско-забавној дворани Сподек у Катовицама, (Пољска).
Пошто је кружна стаза у Катовицама износила 160 метара, није се могло одржати такмичење штафета 4 х 400 метара јер су два круга уместо 400 метара износила 320 метра, тако да је било немогуће измене штафета извршити на местима које та трка по правилима ИААФ предвиђа, па је назив ове дисциплине био штафета 4 х 2 круга. Победницама се рачунају медаље, а постигнути резултати не, јер су постигнути у дисциплини која званично не постоји.
Учествовало је 16 такмичара у 4 штафете из исто толико земаља.

## Резултати

### Коначан пласман
| Пласман | Атлетичарке                                                        | Земља           | Резултат | Белешка |
| ------- | ------------------------------------------------------------------ | --------------- | -------- | ------- |
|         | Инта Климовича Ингрида Баркане Људмила Аксјонова Надежда Иљина     | Совјетски Савез | 2:46,1   |         |
|         | Елке Барт Бригите Кочелник Силвија Хофман Рита Вилден              | Западна Немачка | 2:47,3   |         |
|         | Жофија Зволињска Геновефа Новачик Кристина Кацперчик Данута Пјецик | Пољска          | 2:49,6   |         |
| 4.      | Галина Енчева, Марија Сабева, Бисерка Палазова, Јорданка Филипова  | Бугарска        | 2:56,4   |         |